# 吉塞拉·阿伦特
吉塞拉·阿伦特（德語：Gisela Arendt，1918年11月5日—1969年2月18日），德国女子游泳运动员。她曾代表德国参加1936年和1952年夏季奥林匹克运动会游泳比赛，获得一枚银牌和一枚铜牌。